# 阮文張
阮文張（越南语：／；1740年—1810年）是越南阮朝初期的一位將軍，為嘉定五虎將之一。他在阮福映奪取越南皇位過程中起著重要作用。
阮文張是廣南醴陽縣（今屬廣南省升平縣）人，性格溫和。早年家境貧寒，以給人放牧為生。阮文張年幼的時候就有遠大志向，自以為大將軍，率領牧群玩戰爭遊戲。後來搬到嘉定（今胡志明市）居住。後來西山軍攻佔南圻，阮文張投奔西山軍的東定王阮侶，被任命為掌奇。1783年，阮文張率西山軍追擊停留在茶山的阮福映。就在他將要追及的時候，山上的大樹突然「無風自拔」。阮文張對此甚為驚訝，認為阮福映是真龍天子，因此率部撤回。阮福映得以逃往暹羅。
1787年，阮文張被西山朝派去鎮守龍川（今金甌省）。同年阮福映從暹羅回到越南，派該奇阮文敏前往龍川招誘阮文張。阮文張立即派遣部將黃文點前往富國島，向阮福映表示效忠。阮福映隨後來到龍川，阮文張被封為欽差掌奇管中軍水營先鋒道，其部將也都各受官職。
1788年，阮福映攻打嘉定，阮文張則駐守美湫，夾擊西山朝太保范文參部。此戰非常慘烈，阮福映最初戰敗，但由於武性的起兵相助，阮軍最終轉為優勢。1789年，阮文張與黎文勾、尊室會、武性一起包圍范文參部於虎洲，迫其投降。
1792年，阮文張與阮文誠、達約、瓦尼埃從芹蒢出發，攻打歸仁的耐港，焚毀其水寨，凱旋而歸。
1793年，阮福映派遣軍隊大舉北伐，阮文張、武性、阮文誠率領四營押送軍餉。後來阮福映親自率軍與武彝巍一起率水軍攻打歸仁；阮文張則屯軍坊買，遏制西山軍的退路。阮文張、阮文仁等分別攻佔了西山朝沿岸的許多軍事重地，燒毀眾多戰船。歸仁朝廷的阮岳被迫派人向富春朝廷求救。而富春朝廷的阮光纘派遣吳文楚率軍17000人前來救援。阮軍隨即撤軍。
1801年，阮福映乘西山朝內亂之機北伐，阮文張與宋福樑一起，率軍奪取了尸耐港。隨即阮文張攻取了廣南、廣義。阮福映攻陷富春（今順化）之後，阮文張又率軍在𤅷江阻擊西山朝的殘兵，大破之。此戰之後，阮文張被封為欽差掌中軍平西大將軍郡公。阮光纘逃往昇龍，但次年昇龍也被阮軍攻陷，西山朝滅亡。
阮朝建立之後，阮文張上表請求退隱，但嘉隆帝（阮福映）不准其請。嘉隆帝任命阮文誠為北城總鎮，阮文張則權領北城事務。1805年，被任命為嘉定镇留鎮。1808年，被召回順化。1810年病逝於順化，享年70歲。追贈太保郡公爵位，諡號忠勇。嘉隆帝親自出席他的葬禮。1815年入祀中興功臣廟。1831年追贈佐運功臣，特進壯武大將軍中軍都統府掌府事太保，改諡昭武，封端雄郡公（越南语：／）。1835年入祀武廟。
阮文張與阮文仁、阮黃德、黎文悅、張進寶五人，並稱為「嘉定五虎將」。